# Pioneer Team
El Pioneer Team es un equipo de acrobacia aérea italiano formado por cuatro expilotos de la Frecce Tricolori.